# Mazus lecomtei
Mazus lecomtei är en tvåhjärtbladig växtart som beskrevs av Bonati. Mazus lecomtei ingår i släktet Mazus och familjen Mazaceae. Inga underarter finns listade i Catalogue of Life.